# Rodolfo Caroli
Rodolfo Caroli (ur. 16 grudnia 1869 w Rzymie, zm. 25 stycznia 1921 w La Paz) – włoski duchowny rzymskokatolicki, biskup Cenedy, arcybiskup, dyplomata papieski.

## Biografia
1 kwietnia 1893 otrzymał święcenia prezbiteriatu i został kapłanem diecezji rzymskiej. Jako prezbiter pracował jako wykładowca akademicki, w tym jako rektor Papieskiego Seminarium Lombardo.
28 lipca 1913 papież Pius X mianował go biskupem Cenedy. 19 października 1913 przyjął sakrę biskupią z rąk sekretarza Świętej Kongregacji Konsystorialnej kard. Gaetano de Lai. Współkonsekratorami byli sekretarz Świętej Kongregacji ds. Zakonów abp Donato Raffaele Sbarretti oraz administrator apostolski diecezji Lugano bp Alfredo Peri-Morosini.
28 kwietnia 1917 ten sam papież powołał go na urząd pierwszego w historii internuncjusza apostolskiego w Boliwii oraz arcybiskupa tytularnego tyryjskiego. Podczas wizyty duszpasterskiej w najbiedniejszych rejonach Boliwii abp Caroli nabawił się duru brzusznego, która to choroba była przyczyną jego śmierci 25 stycznia 1921.